# Heterocladium wulfsbergii
Heterocladium wulfsbergii là một loài Rêu trong họ Thuidiaceae. Loài này được I. Hagen mô tả khoa học đầu tiên năm 1909.